# بابلو لاراين
بابلو لاراين ماتي Pablo Larraín؛ ولد في 19 أغسطس 1976 وهو مخرج تشيلي. وقدم سبعة أفلام روائية وشارك في إخراج مسلسل تلفزيوني واحد.

## السيرة الداتية
ولد بابلو لارين ماتي في 19 أغسطس 1976 في سانتياغو، تشيلي، وهو ابن أستاد القانون (وبعد ذلك عضو مجلس الشيوخ المستقل في الاتحاد الديمقراطي) هرنان لارين Hernán Larraín، وماغدالينا ماتي Magdalena Matte،درس الاتصالات السمعية والبصرية في جامعة الفنون والعلوم والاتصالات في سانتياغو وهو شريك مؤسس لشركة فابولا Fábula،وهي شركة متخصصة في تطوير الأفلام والإعلانات التجارية حيث عمل فيها على العديد من المشاريع .

### حياته المهنية
في عام 2003، شارك لارين مع شقيقه خوان دي ديوس لارين شركة الإنتاج فابولا، التي من خلالها طور مشاريعه السينمائية والإعلانية .
- قدم لارين فيلمه الروائي الأول فوجاFuga, في عام 2005.صدر في مارس 2006 وحصل على شهرة دولية وحصد العديد من الجوائز في المهرجانات السينمائية الدولية، بما في ذلك قرطاجنة وملقة.
- في عام 2011، قدم لارين المسلسل التلفزيوني بروفوجوسPrófugos، الذي كان أول سلسلة أنتجت في تشيلي من قبل HBO Latin Americaهبو أمريكا اللاتينية. تم ترشيح المسلسل لجائزة إيمي الدولية لأفضل سلسلة دراماتيكية.[4]

في عام 2008،قدم فيلم لارين توني مانيرو ويحكي عن قاتل متسلسل؛و مع جون ترافولتا في فيلم Saturday Night Fever.في فبراير 2015 أطلق فيلمه الخامس، النادي، في برلين، حيث فاز بجائزة لجنة التحكيم والعديد من الترشيحات.؛

## الحياة الشخصية
كان متزوجا من الممثلة التشيلية انطونيا زيجرس Antonia Zegers.

## أعماله

### كاتب سيناريو
- 2006: Fuga
- 2008: Tony Manero
- 2010: Post mortem

### كمخرج
| السنة | العمل       |
| ----- | ----------- |
| 2006  | Fuga        |
| 2008  | Tony Manero |
| 2010  | Post Mortem |
| 2012  | No          |
| 2015  | The Club    |
| 2016  | Neruda      |
| 2016  | Jackie      |

### كمنتج
| السنة | العمل                  |
| ----- | ---------------------- |
| 2011  | Ulysses                |
| 2011  | 4:44 Last Day on Earth |
| 2011  | The Year of the Tiger  |
| 2012  | Young and Wild         |
| 2013  | Crystal Fairy          |
| 2013  | Gloria                 |
| 2013  | Barrio Universitario   |
| 2015  | Nasty Baby             |
| 2015  | The Club               |
| 2017  | A Fantastic Woman      |

## الجوائز والترشيحات

### الاوسكار
| السنة | الفئة                               | الفيلم | النتيجة |
| ----- | ----------------------------------- | ------ | ------- |
| 2013  | Mejor película de habla no Inglesa] | [[No]  | رُشِّح     |

### غولدن غلوب
| السنة | الفئة                               | العمل   | انتيجة |
| ----- | ----------------------------------- | ------- | ------ |
| 2016  | Mejor película en lengua no inglesa | Neruda  | رُشِّح    |
| 2015  | Mejor película en lengua no inglesa | El club | رُشِّح    |

### جوائز البلاتين Premios Platino
- 2016	Mejor película	El club
- 2016	Mejor dirección	El club
- فاز 2016	Mejor guion	El club

### جوائز فينيكس Premios Fénix
| السنة | الفيلم  | الفئة           | النتيجة |
| ----- | ------- | --------------- | ------- |
| 2015  | El club | Mejor película  | فوز     |
| 2015  | El club | Mejor dirección | فوز     |
| 2015  | El club | Mejor guion     | فوز     |
| 2016  | Neruda  | Mejor película  | فوز     |
| 2016  | Neruda  | Mejor dirección | ترشح    |

### جوائز آرييل Premios Ariel
- 2009لم يفز	Mejor película iberoamericana	Tony Manero

### جوائز بيدرو سيينا Premios Pedro Sienna
| السنة | الفئة                      | العمل       | النتيجة |
| ----- | -------------------------- | ----------- | ------- |
| 2007  | Mejor largometraje ficción | Fuga        | ترشح    |
| 2007  | Mejor guion                | Fuga        | ترشح    |
| 2009  | Mejor largometraje ficción | Tony Manero | ترشح    |
| 2009  | Mejor dirección            | Tony Manero | ترشح    |
| 2009  | Mejor guion                | Tony Manero | ترشح    |
| 2011  | Mejor largometraje ficción | Post mortem | ترشح    |
| 2011  | Mejor guion                | Post mortem | ترشح    |
| 2012  | Mejor largometrajeficción  | No          | فاز     |
| 2016  | Mejor largometraje ficción | El club     | فاز     |
| 2016  | Mejor dirección            | El club     | فاز     |
| 2016  | Mejor guion                | El club     | فاز     |

### جوائز ألتازورPremios Altazor
| السنة | الفئة             | الفيلم         | النتيجة |
| ----- | ----------------- | -------------- | ------- |
| 2009  | {{Mejor dirección | [[Tony Manero] | رُشِّح     |
| 2013  | {{Mejor dirección | [[No]          | فوز     |

{{=== جوائز أخرى===
| الحدث                                               | السنة | الفئة                                       | الفيلم      |
| --------------------------------------------------- | ----- | ------------------------------------------- | ----------- |
| Festival Internacional de Turín                     | 2008  | Mejor película                              | Tony Manero |
| Festival Internacional de Cine de La Habana         | 2008  | Gran Coral                                  | Tony Manero |
| Festival Internacional de Varsovia                  | 2008  | Premio Especial del Jurado                  | Tony Manero |
| Festival Internacional de Estambul                  | 2009  | Mejor Película                              | Tony Manero |
| Festival Internacional de Róterdam                  | 2009  | Premio KNF                                  | Tony Manero |
| Festival Internacional de Cine de Antofagasta]]     | 2010  | Mejor película                              | Post Mortem |
| Festival Internacional de Cine de La Habana         | 2010  | Segundo Premio Coral y Premio de la Crítica | Post Mortem |
| Quincena de los Realizadores del Festival de Cannes | 2012  | Mejor película                              | No          |
| Festival Internacional de Cine de Berlín            | 2015  | Oso de Plata-Gran Premio del Jurado         | El club     |
| Festival de Cine de Chicago                         | 2015  | Mejor dirección                             | El club     |
| Festival Internacional de Cine de La Habana         | 2015  | Gran Coral                                  | El club     |
| Festival Internacional de Cine de Toronto           | 2016  | Platform Prize                              | Jackie      |

## وصلات خارجية
- بابلو لاراين على موقع IMDb (الإنجليزية)
- بابلو لاراين على موقع مونزينجر (الألمانية)
- بابلو لاراين على موقع قاعدة بيانات الأفلام العربية
- بابلو لاراين على موقع ألو سيني (الفرنسية)
- بابلو لاراين على موقع أول موفي (الإنجليزية)
- بابلو لاراين على موقع بوكس أوفيس موجو (الإنجليزية)
- بابلو لاراين على موقع قاعدة بيانات الأفلام السويدية (السويدية)
- بابلو لاراين على موقع قاعدة بيانات الفيلم (الإنجليزية)
- بابلو لاراين على موقع كينوبويسك (الروسية)